# 山本淳夫
山本淳夫は横尾忠則現代美術館の学芸課長

## 略歴
1966年、京都市生まれ。
1990年、京都大学文学部哲学科美学美術史卒業。
芦屋市立美術博物館（1990〜2005）、滋賀県立近代美術館（2005〜2011）を経て、現在は横尾忠則現代美術館の学芸課長を務める（2012〜）

## 企画
- 「堀尾貞治展 あたりまえのこと」(2002)
- 「シュウゾウ・アヅチ・ガリバー EX-SIGN」(2010)
- 「横尾忠則の恐怖の館」(2021)[3]